# Лојтентал
Лојтентал (њем. Leutenthal) општина је у њемачкој савезној држави Тирингија. Једно је од 75 општинских средишта округа Вајмарер Ланд. Према процјени из 2010. у општини је живјело 258 становника. Посједује регионалну шифру (AGS) 16071051.

## Географски и демографски подаци
Лојтентал се налази у савезној држави Тирингија у округу Вајмарер Ланд. Општина се налази на надморској висини од 230 метара. Површина општине износи 5,5 km². У самом мјесту је, према процјени из 2010. године, живјело 258 становника. Просјечна густина становништва износи 47 становника/km².